# Вулиця Багряна дуброва
Ву́лиця Багря́на дубро́ва — вулиця в Голосіївському районі міста Києва, котеджне містечко «Коник» у місцевості Віта-Литовська. Пролягає від проїзду до вулиці Золоті джерела до кінця забудови.
Прилучається вулиця Жуків затон.
Назва вулиці — з 2011 року.